# OK (張震嶽專輯)
《OK》（中国大陆发行时改名为《思念是一种病》）是张震嶽第九张个人专辑，整张专辑的词曲除《思念是一种病》、《就让这首歌》外由张震嶽亲自完成。专辑由十一首情歌构成，有别于以往张震岳叛逆不羁的形象和音乐风格。专辑制作演奏部分由张震嶽和Free Night共同合作，主打歌《思念是一种病》副歌部分翻唱自齐秦同名老歌，并和蔡健雅一起演唱，主歌部分则由张震嶽重新创作。《就让这首歌》rap部分由MC Hotdog填词，并由侯佩岑和他演唱rap部分。此專輯也加入臺灣原住民族的音樂元素，如《小星星》、《再見》。此專輯讓張震嶽於2008年榮獲第八届华语音乐传媒大奖的最佳国语男歌手獎。

## 曲目
1. 思念是一种病
2. 你说有个女孩
3. 路口
4. 很难
5. OK
6. 孤独的夜哨
7. 再见
8. 小宇
9. 就让这首歌
10. 小星星
11. 再见（真情版）